# Athapaskische Sprachen

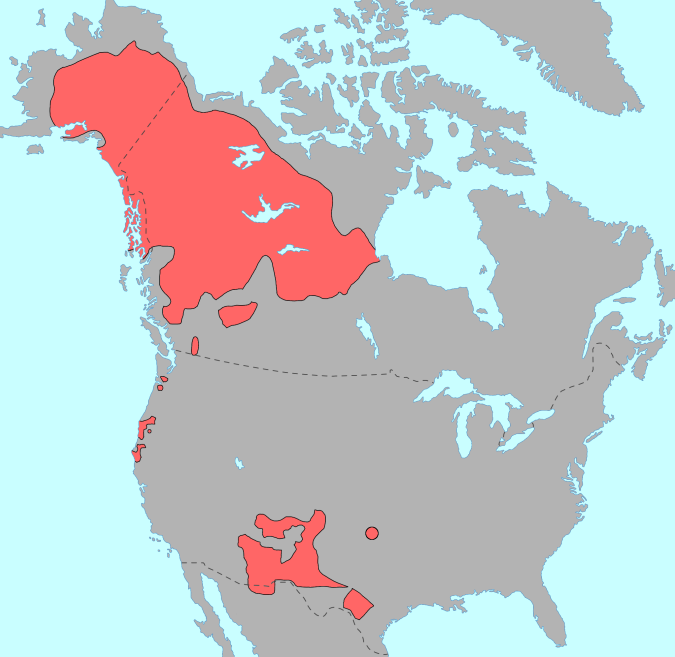
Verbreitung der Na-Dené-Sprachen

Die athapaskischen oder athabaskischen Sprachen – meist Athapaskisch beziehungsweise Athabaskisch genannt – bilden die geographisch am weitesten verbreitete indigene Sprachfamilie Nordamerikas, deren mehr als 40 Einzelsprachen und Dialekte sich über mehrere nordamerikanische Kulturareale erstrecken: der Subarktis im Nordwesten Kanadas und Süden Alaskas, der Pazifischen Nordwestküste an der Westküste von Alaska und Kaliforniens, in Kalifornien sowie im Südwesten der Vereinigten Staaten und Norden Mexikos. Heute werden diese Sprachen von noch insgesamt etwa 200.000 Menschen gesprochen; die bekannteste und bedeutendste athapaskische Sprache ist die südathapaskische Sprache (Apache-Sprache) namens Navajo (Diné bizaad) der Navajo (Diné), die zudem mit 170.000 Sprechern zugleich die meistgesprochene indigene Sprache der Vereinigten Staaten und Kanadas ist. Geographisch jedoch am weitesten verbreitet unter allen nordamerikanischen indigenen Sprachen ist das Chipewyan (ᑌᓀᓱᒼᕄᓀ Dënesųłiné), die Sprache der zu den Nördlichen Athabasken (Dene) zählenden Chipewyan (Denesuline).

## Namensgebung
Der Name Athapaskaw stammt von den südlich benachbarten feindlichen Woodland Cree und bedeutet „überall ist Gras oder Rohr“; mit diesem Namen bezeichneten diese die Region im Westen des Lake Athabasca sowie den See selbst im nördlichen Alberta. Dieser Name wurde von Albert Gallatin 1836 (geschrieben im Jahr 1826) in seiner Classification of the languages of North America eingeführt; er räumte hierbei ein, dass es seine Wahl war, diese Bezeichnung für die Sprachfamilie und die damit assoziierten Ethnien zu verwenden.
Die vier Schreibweisen im Englischen Athapaskan, Athapascan, Athabaskan und Athabascan sowie die beiden im Deutschen als Athapaskisch bzw. Athabaskisch sind jeweils ungefähr gleich gebräuchlich. Einige Gemeinden sowie Stämme bevorzugen die eine Variation gegenüber der anderen (Krauss 1987); z. B. die Tanana Chiefs Conference und das Alaska Native Language Center benutzen die Schreibweise Athabascan, während Ethnologue Athapaskan als Bezeichnung für die Sprachfamilie sowie für die Einzelsprachen nutzt.
Obwohl sowohl in der Linguistik, Anthropologie sowie in der Ethnologie die Bezeichnung Athapaskisch (und weitere Schreibweisen) für die Sprache sowie Athapasken (und weitere Schreibweisen) für die dazugehörigen Ethnien bisher üblich ist, gibt es einen wachsenden Trend unter den Gelehrten und Fachleuten den Ausdruck Dene (Volk) für die athapaskischsprachigen Gruppen und Dene-Sprachen (in Englisch: Dene language) für die ganze Sprachfamilie sowie die Einzelsprachen zu verwenden. Im Jahr 2012 änderte die jährliche Athabaskan Languages Conference ihren Namen in Dene Languages Conference. Wie viele indigene Völker bezeichneten sich Nördlichen Athabasken im Nordwesten Kanadas einfach als Dene, Dené oder Tiné, die Alaska Dene (Athabasken in Alaska) als Dinaa oder Dena sowie die zu den Südlichen Athabasken zählenden Navajo als Diné und Apache als Indee, Ndé oder T'Inde, was alles wörtlich einfach Volk bedeutet.

## Na-Dené-Sprachen (Athapaskisch-Eyak-Tlingit)
Das Athapaskische (Athabaskische) bildet zusammen mit dem ausgestorbenen Eyak die gesicherte genetische Einheit Athapaskisch-Eyak (AE). Oftmals wird diese um das entfernt verwandte Tlingit erweitert, so dass diese Sprachen als Athapaskisch-Eyak–Tlingit (AET), Tlina–Dene, zumeist jedoch als Na-Dené-Sprachen bekannt sind; die beiden letzteren Bezeichnungen sind nochmals Hinweise auf die Größe des Sprachgebiets sowie die diese einschließenden Ethnien (Tlina-Dene: Tlingit-navajo-Dene oder Na-Dené: Navajo-Dené). Jedoch ist die genetische Verwandtschaft des Tlingit nicht abschließend geklärt. Das Haida wurde früher auch den Na-Dené-Sprachen zugeordnet, heute aber als isolierte Sprache wie das Tsimshian gesehen. Die Ähnlichkeiten beruhen nach Ansicht der Forscher eher auf arealen Sprachkontakten (Tlingit wird direkt nördlich von Haida gesprochen) und auf falschen Sprachanalysen der frühen vergleichenden Forschung (Levine 1979, Leer 1990, 1991, Campbell 1997, Mithun 1999).

## Klassifikation des Athapaskischen (Athabaskischen)

### Regionale Sprachgruppen
Das Athapaskische (Athabaskische) wird zumeist von Linguisten in drei große regionale Sprachgruppen unterteilt:
1. Nördliches Athapaskisch (Athabaskisch) / Nördliche Athapaskische (Athabaskische) Sprachen (Interior Alaska und Nordwesten Kanadas)
2. Pazifikküsten-Athapaskisch (Athabaskisch) / Athapaskische (Athabaskische) Sprachen der Pazifikküste (Pazifische Westküste sowie im Pazifischen Nordwesten der USA)
3. Südliches Athapaskisch (Athabaskisch) / Südliche Athapaskische (Athabaskische) Sprachen bzw. Apache-Sprachen (Südwesten der USA und Nordmexiko)

Die herkömmliche Dreiteilung bzw. Klassifikation in regionale Sprachgruppen (Nord, Pazifikküsten und Südliches Athapaskisch) basiert im Wesentlichen auf der Geographie und physischen Verteilung der athapaskischen Völker sowie der hierdurch (zumeist) kultureller Gemeinsamkeiten als auf fundierten linguistischen Vergleichen bzw. sprachlicher Ähnlichkeiten; nur das Südliche Athapaskische (Athabaskische) bzw. die Apache-Sprachen bilden eine linguistische genetische Einheit. (Die Sprecher von genetisch verwandten Sprachen müssen nicht auch ethnologisch (biologisch-genetisch) verwandt sein.) Die folgende Klassifikation basiert auf Campbell 1997, Mithun 1999 und dem unten angegebenen Weblink.

## Nördliches Athapaskisch (Athabaskisch)
Die heute 31 Nördlichen Athapaskischen (Athabaskischen) Sprachen werden (wurden) in der Subarktis im Interior of Alaska und im Yukon und in den Nordwest-Territorien im Nordwesten Kanadas gesprochen als auch in den südlich angrenzenden Gebieten der kanadischen Provinzen British Columbia, Alberta, Saskatchewan und Manitoba. Mehrere dieser Sprachen sind neben dem Canadian English und Canadian French in den Nordwest-Territorien offizielle Amtssprachen: Chipewyan, Gwich’in, Dogrib, North Slavey und South Slavey.

### Süd-Alaska Untergruppe
1. Ahtna ('Atna' kenaege') (auch: Ahtena, Nabesna, Tanana, Copper River, Mednovskiy; 2015: 45 Sprecher)
- Lower Ahtna oder Atnahwt'aene (auch: Lower Copper River Ahtna)
- Central Ahtna/Middle Ahtna oder Dan'ehwt'aene (auch: Central Copper River Ahtna)
- Western Ahtna oder Tsaay Hwt'aene
- Upper Ahtna oder Tatl'ahwt'aene (auch: Mentasta Ahtna)

2. Dena’ina (Denaʼina Qenaga) (auch: Denaʼinaqʼ, Tanaina, K'naia-khotana, Kenaitze, Kinayskiy; 2007: 75 Sprecher)
- Lower Inlet Dena’ina

a. Outer Inlet
b. Iliamna
c. Inland
- Upper Inlet Dena’ina

### Zentral Alaska–Yukon Untergruppe
A. Koyukon
3. Deg Xinag (auch: Deg Hit'an, Kaiyuhkhotana, veraltet: Ingalik; 2015: 40 Sprecher)
- Lower Yukon River (auch: Yukon Deg Xinag, Yukon Ingalik)
- Middle Kuskokwin (auch: Kuskokwim Deg Xinag, Kuskokwim Ingalik)

4. Holikachuk (Doogh Qinag) (auch: Innoko, Innoka-khotana, Tlëgon-khotana; seit 2012 †)
5. Koyukon (Denaakkenaageʼ) (auch: Denaakkʼe, Dinaak̲'a, Tenʼa, Co-Youkon, Co-yukon; 2015: 65 Sprecher)
- Lower Koyukon (auch: Lower Yukon Koyukon)
- Central Koyukon oder Dinaakkanaaga Ts’inh Huyoza (auch: Koyukuk River Koyukon)
- Upper Koyukon (auch: Upper Yukon Koyukon)

B. Tanana–Tutchone
6. Upper Kuskokwim (Dinakʼi) (auch: Kolchan, Goltsan, Kolchan, veraltet: Mcgrath Ingalik; 2007: 40 Sprecher)
I. Tanana
7. Lower Tanana/Middle Tanana (Menhti Kenaga) (auch: Tanana, Minto, Dandey in, Dineh su, Tananatana; 2007: 15 Sprecher)
- Minto-Tolovana-Toklat-Nenana-Wood River

a. Minto-Tolovana
b. Toklat
c. Nenana
d. Wood River
- Chena River (†)
- Salcha-Goodpastor (†)

8. Tanacross (Neeʼaandegʼ) (auch: Transitional Tanana, Tanana, Dandey in, Dineh su, Tananatana; 2007: 60 Sprecher)
- Mansfield-Kechumstuk (Dihthâad Xt'een Iin Aandeg')
- Healy Lake-Joseph Village (Menhdeescheeg-Tehłuug Ninhdeex Ndiig \de)

9. Upper Tanana (Neeʼaandeegnʼ) (auch: Tabesna, Nabesna, Tanana, Dandey in, Dineh su, Tananatana; 2007: ca. 110 Sprecher)
- Tetlin (2007: 20 Sprecher)
- Nabesna (2007: 2 Sprecher)
- Northway (2007: 20 Sprecher)
- Scottie Creek (fast †)
- Beaver Creek/Canadian Upper Tanana (2007: mehrere Sprecher)

II. Tutchone (auch: Gens de Bois, Gunana, Nahane, Nahani, Tutchonekutchin)
10. Southern Tutchone (Dän k'è) (auch: Dákwänjē, Dän kʼè Kwänje, Ukwänjē, Tu(t)chone, Southern; 2016: 80 Sprecher)
- Aishihik Village/Lake (auch: Äshèyi, Äshèyi Mǟn, Män Shäw)
- Tàaʼan Village/Lake (auch: Tàa’an Mǟn, Lake Laberge)
- Klukshu Village/River (auch: Łu Ghą, Łu Ghą Chù)
- Kluane Village/Lake (auch: Łù’àn Mǟn; abgel. vom Tlingit-Name: Łùxh-àní)

11. Northern Tutchone (Dän k'í) (auch: Tu(t)chone, Northern, Selkirk; 2016: 280 Sprecher)
- Big Salmon
- Pelly Crossing
- Mayo
- White River

C. Kutchin–Han
12. Gwich'in (Dinjii Zhu' Ginjik) (auch: Dinju Zhuh Kʼyuu, Gwitch’in, Kutchin, Kootchin, Loucheux, Loucheaux, Takudh, Tukudh)
- Alaska Gwich’in (auch: Westliches Gwich’in; 2012: ca. 300 Sprecher)

a. Fort Yukon (Gwicyaa Zhee / Gwichyaa Zheh) (auch: Yukon Flats Kutchin)
b. Chalkyitsik (Jałgiitsik) (auch: Black River, Draan'jik)
c. Deenduu (auch: Birch Creek, Tiheetsit'sai)
d. Venetie (Vįįhtąįį) (auch: Chandalar River, T'eedriinjik)
e. Arctic Village (Vashrąįį K’ǫǫ) (auch: Chandalar River, T'eedriinjik) 
- Kanadisches Gwich’in (auch: Östliches Gwich’in; 2016: 265 Sprecher)

a. Old Crow (Van Tat) (früher: Teechik, auch: Old Crow River, Chyahnjik)
b. Aklavik (auch: Mackenzie River Delta Kutchin, Ehdiitat Gwich'in)
c. Inuvik (auch: Nihtat Gwich'in)
d. Tsiigehtchic (früher: Arctic Red River, auch: Arctic Red River Kutchin, Tsiigèhnjik)
e. Fort McPherson (Teet'lit Zheh) (auch: Peel River Kutchin, Teetl'it njik)
13. Hän (Häɬ goɬan) (auch: Han, Moosehide, Dawson, Gens du Fou, Han Gwich-in, Han-Kootchin, Hankutchin)
- Alaska Hän (2007: ca. 12 Sprecher)

a. Eagle (Tthee T’äwdlenn)
b. Fairbanks
- Kanadisches Hän (ca. 8 Sprecher)

a. Lousetown / Klondike City (Tr’ochëk)
b. Moosehide / Dawson City / Nuklako (Jutl’à’ K’ät)

### Nordwest-Kanada Untergruppe
A. Cordillera (†)
I. Central Cordillera (auch: Tahltan-Tagish-Kaska)
14. Tagish (Den k'e) (auch: Tā̀gish, Tahk-keesh, Tahkeesh, Tahgish, Tagisch, Si-him-E-na; seit 2008 †)
15. Tahltan (Tāłtān ẕāke) (auch: Dahdzege, Dah dẕāhge, Didene ẕake, Didene keh, Tāłtān, Toltan, Keyehotine, Ticaxhanoten, Nahanni; 2016: 105 Sprecher)
- Iskut (auch: Łuwe Chōn, Tuwe Chōn)
- Telegraph Creek (auch: Tlego’īn husłīn, Tlegohin)
- Dease Lake (auch: Tatl ah)

16. Kaska (Dene Zágéʼ) (auch: Danezāgé', Kaska Dena, Casca, Kaša, Kɔswa, Gens de(s) Couteaux, Nahanni, Eastern Nahanni; 2016: 190 bis 240 Sprecher)
- Pelly Banks
- Frances Lake
- Ross River
- Liard River
- Lower Liard
- Good Hope Lake

II. Southeastern Cordillera
17. Sekani (Tsekʼehne) (auch: Tsek'ene, Tsek'hene, Tθek'ehne; 2016: 110 Sprecher)
18. Dane-zaa (Dane-zaa Ẕáágéʔ) (auch: Danezaa, Dunne-za, Deneza, dʌnneza, Tsaaʔ Dane, Tsattine, Beaver, Gens de Castor, ᑕᓀᖚ ᖚᗀᐥ; 2016: 220 Sprecher)
hochmarkierte Dialekte (glottalisierter Konsonant mit hohem Ton)
- Boyer River (Rocky Lane)
- Child Lake (Eleske)
- Prophet River
- Blueberry River
- Doig River (Hanás Saahgéʔ)

tiefmarkierte Dialekte (glottalisierter Konsonant mit tiefem Ton)
- Halfway River (auch: Chowade River, Stony River)
- West Moberly Lake

B. Mackenzie
I. Slave–Hare
19. South Slavey (Dene Tha) (auch: Dené Dháh, Dene Zhatıé, eigentl. Slavey, ᑌᓀ ᒐ; 2016: über 1.000 Sprecher)
North Slavey (Sahtúot’ı̨nę Yatı̨́) (2016: über 800 Sprecher)
20. Mountain Slavey (Shıhgot’ıne) (auch: Sih gotine, Sihta gotine, Montagnards, Nahane, Nahani, ᗰᑋᑯᑎᑊᓀ)
21. Bear Lake Slavey (Sahtúgot’ıné) (auch: Satudine, Sahtu gotine, Bearlake, ᓴᑋᕲᒼᑯᑎᑊᓀ)
22. Hare Slavey (K’áshogot’ıné) (auch: Kawchottine, Ka so gotine, Kancho, Kawchodinneh, Rabbitskins, Ta-na-tin-ne, ᑲᑊᗱᑯᑎᑊᓀ)
23. Dogrib (Tłįchǫ Yatiì) (auch: Tłı̨chǫ, Tlicho, Dǫ Yatıı̀, Goyatıı̀, Thlingchadine; 2016: 1.740 Sprecher)
- Tłı̨chǫ (auch: Tłįchǫ Yatiì, eigentl. Tlicho)

a. Behchokǫ̀ (auch: Rae-Edzo)
b. Gamèti (auch: Rae Lakes)
c. Whàtì (auch: Lac la Martre)
- Dettah-Ndilo (auch: Detah-Ndilo (Yellowknife) Weledeh, Wıìlıìdeh, Wıı̀ledeh Goèt’ı, Wıı̀lıı̀deh Yatıı̀; Mischdialekt aus Tłįchǫ-Yellowknife-Chipewyan)

C. Chipewyan
24. Chipewyan (Dëne Sųłıné Yatıé) (auch: Dënesųłiné, Dene Suline, Dene Soun'liné, Dëne Dédlıné Yatıé, Tthetsánót'ıné Yatıé, Chipewyan-Silbenschrift: ᑌᓀ ᓱᒼᕄᓀ ᔭᕠᐁ; 2016: 11.435 Sprecher)
„T“-Dialekte
„K“-Dialekte
Yellowknive-Dialekt (auch: Tetsǫ́t’ıné Yatıé, Tatsǫ́t’ıné, T'atsaot'ine, Yellowknife)

### Tsetsaut Untergruppe
25. Tsetsaut (Wetaŀ) (auch: Tsʼetsʼaut, Wetalh, Wetalth, Nahane, Nahani, Portland Canal Athabaskisch; Mitte 20. Jhd. †)

### (Zentral)-British Columbia Untergruppe
26. Babine-Witsuwitʼen (auch: Nedut'en–Witsuwitʼen, Nadotʼen-Wets'uwetʼen, Northern/Western Carrier, Bulkley Valley/Lakes District Carrier; 2016: 120 Sprecher)
- Babine (auch: Nedut'en, Nadot'en, Nat'oot'en, Babine Carrier)
- Witsuwitʼen (auch: Wets'uwetʼen, Wetsuwet'en, Bulkley Valley Carrier)

27. Carrier (Dakeł) (auch: Dakelh, Central/Southern Carrier, Takulie, Takelne, Dakelhne, ᑕᗸᒡ; 2016: ca. 1.270 Sprecher)
- Central Carrier (auch: Upper Carrier, Stuart-Trembleur Lake)

Tl’azt’en
Nak'azdli
Yekooche
- Southern Carrier (auch: Lower Carrier)

I. Fraser-Nechako
Cheslatta
Stellako
Nadleh
Saik'uz
Lheidli
II. Blackwater
Lhk'acho (Ulgatcho)
Lhoosk'uz (Kluskus)
Nazko
Lhtakoh (Red Bluff)
28. Chilcotin (Tsilhqot'in) (auch: Tŝinlhqot’in, Tsilhqut’in, Tzilkotin; 2016: 805 Sprecher)
- Tl’esqox (auch: Toosey - Riske Creek/Chilcotin)
- Tŝi Deldel (auch: Redstone - Alexis Creek)
- Yuneŝit’in (auch: Stone - Hanceville)
- ʔEsdilagh (auch: Alexandria)
- Xeni Gwet’in (auch: Nemiah Valley, Nemaiah Valley, Nemaia Valley)
- Tl’etinqox (auch: Anaham/Anahim - Alexis Creek)

29. Nicola (auch: Stuwix, Similkameen, Nicola-Similkameen; †)

### Sarsi Untergruppe
30. Sarcee (Tsuut’ina Gunaha) (auch: Sarcee, Sarsi, Tsuu T'ina, Tsuut'ina; 2016: 60 Sprecher)

### Kwalhioqua–Clatskanie Untergruppe
31. Kwalhioqua–Clatskanie (auch: Kwalhioqua –Tlatskanie, Klaatshan; vor 1930 †) (auch: “Lower Columbia Athapaskisch”)
- Kwalhioqua (auch: Kwalhiokwa, Willapa, Willoopah, Willopah, Wheelapa)

a. Willapa / Wela'pakote'li (auch: Owhillpash, Lower Willapa River Valley Kwalhioqua)
b. Suwal / Swaal (auch: Upper Willapa River Valley Kwalhioqua)
- Clatskanie / Tlatskanai (auch: Klatskanai, lt. Überlieferung ursprünglich Teil der Suwal)

## Pazifikküsten-Athapaskisch (Athabaskisch)
Die sieben (oder mehr) Athapaskischen (Athabaskischen) Sprachen der Pazikifküste werden (wurden) entlang der Pazifischen Westküste sowie im Pazifischen Nordwesten von Washington, im Süden von Oregon und im Norden Kaliforniens gesprochen.

### Oregon Untergruppe (Nördliches Pazifikküsten Dene)
5. Upper Umpqua (auch: Etnemitane; seit 1950 †)
Rogue River Athapaskisch oder Nuu-wee-ya’ („Unsere Sprache“), meist wird die „Oregon Untergruppe“ in drei Sprachen unterteilt (Upper Umpqua, Rogue River Athapaskisch und Tolowa), indigene Wiederbelebungsprogramme des „Rogue River Athapaskischen“ betrachten dieses als eigene Sprache mit drei regionalen Dialekten und jeweiligen Subdialekten - „Östlicher Dialekt (Upper Rogue River)“ mit den zwei Subdialekten „Galice Creek (Tashlhdalh)“ und „Applegate River (Dakubeh)“, „Nördlicher Dialekt (Lower Rogue River)“ mit zwei Subdialekten „Upper Coquille“ und „Lower Rogue River“ mit vielen Varietäten (Tututni, Joshua, Mikwanutni, Chasta Costa, Euchre Creek, Sixes, Pistol River u. a.) und „Südlicher Dialekt (Tolowa)“ mit zwei Subdialekten „Chetco“ und „Tolowa“; die Zuordnung ist auch unter Linguisten umstritten, manchmal werden der „Nördliche Dialekt (Lower Rogue River)“ und „Östliche Dialekt (Upper Rogue River)“ als zwei eng verwandte – jedoch unterschiedliche – Sprachen und der „Südliche Dialekt (Tolowa)“ als dritte Sprache betrachtet (Golla 2011: 70) – wie hier wiedergegeben – im Gegensatz zu Spence’ Analyse (2013: 266), wonach der „Nördliche Dialekt (Lower Rogue River)“ dem „Südlichen Dialekt (Tolowa)“ ähnlicher und näher ist und der „Östliche Dialekt (Upper Rogue River)“ von den anderen mehr abweicht.)
6a. Lower Rogue River oder Tututni (Dotodəni) (auch: Upper Coquille, Tututni, Euchre Creek, Chasta Costa; seit 1983 †)
- Upper Coquille (auch: Coquille, Ko-Kwell)

a. Coquille (auch: Mishikwutinetunne, Mishi-qute-me-tunne)
b. Flores Creek (Village) (auch: Kosotshe, Kusu'me, Lukkarso, K’vms-shu’-me’)
- Tututni

a. Tututunne (auch: Tututini, Duu-tuu-dv-ni)
b. Naltunnetunne
c. Mikwo(n)nu/Mikwano (Village) oder Mikwunutunne (auch: Mikwanutni, Mikonotunne)
d. Joshua (Village) (auch: Yaa-shu da’ me’, Chemetunne, Che'-mee-dv-ne)
e. Sixes River (Village) oder Duu-tut-nii da' (auch: Kwatami)
f. Pistol River (Village) (auch: Chetleshin)
g. Wishtenatin (auch: Khwaishtunnetunnne)
- Euchre Creek oder Nee-nuu-ch'vt-da' (auch: Yukichetunne, Yugweeche, Eu-qua-chees)
- Chasta Costa (Šista Qʼʷə́sta) (auch: Illinois River, Chastacosta, Chasta Kosta, Shistakwasta)

6b. Upper Rogue River oder Galice-Applegate (auch: Galice/Taltushtuntede, Applegate/Dakubetede; seit 1963 †)
- Galice Creek (Tashlhdalh) oder Báɬda’a (auch: Taltushtuntede)
- Applegate River (Dakubeh)

a. Nabiltse
b. Dakubetede
c. Gusladada (auch: Lower Illinois River)
7. Tolowa (Taa-laa-wa Dee-ni’ Wee-ya’) (auch: Xvsh-wee-ya', Wee-ya', Smith River, Chetco, Siletz Dee-ni; 2010: 2 bis 3 Sprecher)
- Chetco (auch: Chit-dee-ni, Siletz Dee-ni, Chetco River)
- Tolowa (auch: Tolowa Dee-ni’, Taa-laa-wa Dee-ni’, Smith River)

### Kalifornien Untergruppe (Südliches Pazifikküsten Dene)
1. Hupa (Na꞉tinixwe Mixine꞉wheʼ) (auch: Na:tinixwe:-Mixine:we', Xine:wh, Hupa-Chilula, Chilula, Whilkut, Hoopa-Chilula; 2018: 1 Sprecher, 2007: 30 L2-Sprecher)
- Hupa

a. Hupa (auch: Dining’xine:wh, Hoopa Valley Hupa, eigentl. Hupa)
b. Tsnungwe (auch: Tse:ning-xwe, South Fork Hupa, South Fork Trinity River Hupa)
c. Chimalakwe (auch: Q’ultsahs-ni, New River Tsnungwe, New River Hupa, zweisprachig in Hupa und Chimariko)
- Chilula-Whilkut (auch: Xwiy¬q’it-xwe, Xwe:yłq'it-xwe)

a. Chilula (auch: Chilula Whilkut, Lower Redwood Creek Hupa, Downstream Redwood Creek Hupa)
b. Whilkut (auch: (Upper) Redwood Creek Hupa, Upstream Redwood Creek Hupa)
i. Redwood Creek Whilkut (auch: Upper Redwood Creek Whilkut, Kloki Whilkut)
ii. North Fork Whilkut
iii. Mad River Whilkut
2. Mattole–Bear River (seit 1950er †)
- Mattole
- Bear River

3. Wailaki (auch: “Eel River-Athapaskisch”, Lassik, Nongatl, Sinkyone, Saiaz; oft als ein Dialektkontinuum betrachtet, seit 1960er †)
- Nongatl (auch: Van Duzen River Athapaskisch/Wailaki)
- Sinkyone (auch: Sinkine, South Fork Eel River Athapaskisch/Wailaki)

a. Nördliches Sinkyone (auch: Northern Sinkyone, Lolangkok Sinkyone)
b. Südliches Sinkyone (auch: Southern Sinkyone, Shelter Cove Sinkyone)
- Lassik (auch: Lower Eel River Athapaskisch/Wailaki)
- Wailaki (auch: Upper Eel River Athapaskisch/Wailaki)

a. Eel River Wailaki (auch: Eel Wailaki, eigentl. Eel River Athapaskisch/Wailaki)
b. North Fork Wailaki
c. Pitch Wailaki (auch: North Fork Eel River Athapaskisch/Wailaki)
4. Kato oder Kineesh (auch: Cahto; seit 1960er †)

## Südliches Athapaskisch (Athabaskisch) (Apache-Sprachen)
Die sechs (oder sieben) Südlichen Athapaskischen (Athabaskischen) Sprachen bzw. Apache-Sprachen sind die am weitesten geographisch isolierte Sprachgruppe ohne nachweisbaren Kontakt zu den beiden anderen Gruppen; dies beruht auf der Wanderung mehrerer athapaskischsprachiger Bands in den heutigen Südwesten der Vereinigten Staaten, auf die angrenzenden High Plains und Südlichen Plains sowie nach Nordmexiko. Diese Sprachen werden (wurden) von den Navajo sowie den verschiedenen Stämmen der Apache gesprochen.

### Western Apache (Westliches Apache) Untergruppe
A. COYOTERO-NAVAJO
1. Western Apache (Ndee biyáti' / Nnee biyáti') (auch: Westliches Apache, Coyotero; 2007: ca. 14.000 Sprecher)
- Tonto (Dilzhę́’é) (2007: ca. 1.000 Sprecher)

a. Northern Tonto
b. Southern Tonto
- White Mountain (2007: ca. 7.000 Sprecher - inklusive Cibecue-Sprecher)
- San Carlos (2007: ca. 6.000 Sprecher - inklusive Cibecue-Sprecher)
- Cibecue (keine separate Zählung)

2. Navajo (Diné bizaad) (auch: Navaho (Naabeehó bizaad); 2011: ca. 170.000 Sprecher)
B. MESCALERO-CHIRICAHUA
3. Mescalero-Chiricahua (Ndee Bizaa) (auch: Chiricahua, Mescalero, Chiricahua-Mescalero, Mescalero Cluster, Apache (Mescalero-Chiricahua), Eastern Apache; 2000: ca. 950 Sprecher, 2010: nur ca. 150 Sprecher)
- Mescalero
- Chiricahua (fast †)

a. Chiricahua oder Chokonen
b. Warm Springs oder Chihenne

### Eastern Apache (Östliches Apache) Untergruppe
4. Plains Apache (Naishan) (auch: Kiowa Apache, Oklahoma Apache, Na'isha, Llanero; seit 2008 †)
5. Jicarilla Apache (Abáachi mizaa) (auch: Hikariya Apache, Eastern Apache, Jicarilla Apache; 2015: ca. 510 Sprecher)
6. Lipan Apache (auch: Eastern Apache, Lipan Apache; 1981: ca. 3 Sprecher; heute †)

### Nordamerikanische Sprachen
- Marianne Mithun: The Languages of Native North America. Cambridge University Press, Cambridge u. a. 1999, ISBN 0-521-23228-7.
- Lyle Campbell: American Indian Languages. The historical Linguistics of Native America (= Oxford Studies in anthropological Linguistics. Bd. 4). Oxford University Press, New York NY u. a. 1997, ISBN 0-19-509427-1.
- Joseph Harold Greenberg: Language in the Americas. Stanford University Press, Stanford CA 1987, ISBN 0-8047-1315-4.

### Athapaskische Sprachen
- Eung-Do Cook: Athapaskan Linguistics: Proto-Athapaskan Phonology. In: Annual Review of Anthropology. Bd. 10, 1981, ISSN 0084-6570, S. 253–273.
- Eung-Do Cook: A Sarcee Grammar. University of British Columbia Press, Vancouver 1984, ISBN 0-7748-0200-6.
- Eung-Do Cook, Keren Rice: Introduction. In: Eung-Do Cook, Keren Rice (Hrsg.): Athapaskan Linguistics. Current Perspectives on a Language Family (= Trends in Linguistics. State-of-the-art Report. Bd. 15). Mouton de Gruyter, Berlin u. a. 1989, ISBN 0-89925-282-6, S. 1–61.
- Eung-Do Cook, Keren Rice (Hrsg.): Athapaskan Linguistics. Current Perspectives on a Language Family (= Trends in Linguistics. State-of-the-art Report. Bd. 15). Mouton de Gruyter, Berlin u. a. 1989, ISBN 0-89925-282-6.
- Victor K. Golla: Sketch of Hupa, an Athapaskan Language. In: William C. Sturtevant (Hrsg.): Handbook of North American Indians. Band 17: Ives Goddard (Hrsg.): Languages. Smithsonian Institution, Washington DC 1996, ISBN 0-16-048774-9, S. 364–389.
- Michael E. Krauss: The Proto-Athapaskan-Eyak and the Problem of Na-Dene: The phonology. In: International Journal of American Linguistics. Bd. 30, Nr. 2, April 1964, ISSN 0020-7071, S. 118–131.
- Michael E. Krauss: The Proto-Athapaskan-Eyak and the problem of Na-Dene II: The morphology. In: International Journal of American Linguistics. Bd. 31, Nr. 1, January 1965, S. 18–28.
- Michael E. Krauss: Noun-Classification Systems in the Athapaskan, Eyak, Tlingit and Haida verbs. In: International Journal of American Linguistics. Bd. 34, Nr. 3, July 1968, S. 194–203.
- Michael E. Krauss, Victor Golla: Northern Athapaskan languages. In: William C. Sturtevant (Hrsg.): Handbook of North American Indians. Band 6: June Helm (Hrsg.): Subarctic. Smithsonian Institution, Washington DC 1981, S. 67–85.
- Michael E. Krauss, Jeff Leer: Athabaskan, Eyak, and Tlingit sonorants (= Alaska Native Language Center Research Papers. No. 5). University of Alaska – Alaska Native Language Center, Fairbanks AK 1981, ISBN 0-933769-35-0.
- Jürgen Pinnow: Die Sprache der Chiricahua-Apachen. Mit Seitenblicken auf das Mescalero. Ein Überblick. Buske, Hamburg 1988, ISBN 3-87118-853-0.
- Keren Rice: A Grammar of Slave (= Mouton Grammar Library. Bd. 5). Mouton de Gruyter, Berlin u. a. 1989, ISBN 3-11-010779-1.